# Malimbus scutatus
El malimbo culirrojo (Malimbus scutatus) es una especie de ave paseriforme de la familia Ploceidae propia de África occidental. Su hábitat natural son los humedales tropicales.